# Wu Jing (acteur)
Dans ce nom chinois, le nom de famille, Wu, précède le nom personnel.

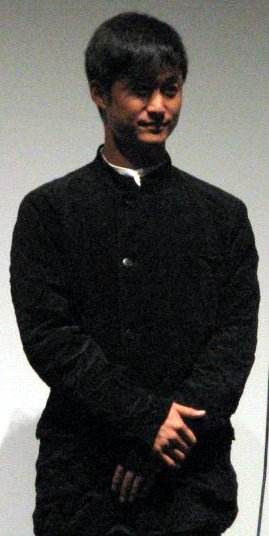
Wu Jing en 2005.

Wu Jing (en chinois : 吴京 ; pinyin : Wú Jīng), 3 avril 1974), parfois crédité sous les noms de Jacky Wu ou Jing Wu, est un artiste martial, réalisateur et scénariste chinois. D'abord connu pour son rôle de Hawkman/Jackie dans le film Tai Chi Boxer (en) (1996) et de Kong Ko dans Fatal Contact (2006), il est le réalisateur de Wolf Warriors (2015) et surtout de sa suite Wolf Warriors 2 qui est un temps le plus gros succès de tous les temps au box-office de Chine.

## Biographie
Wu Jing entre à l'âge de six ans à l'institut des sports de Pékin à Shichahai. Son père et son grand-père sont aussi des artistes martiaux. Comme Jet Li avant lui, il fait des compétitions en tant que membre de l'équipe de wushu de Pékin. Il remporte la première place de plusieurs compétitions nationales de wushu dans la catégorie junior et continue à concourir une fois adulte, malgré sa croissance jusqu'à 1,75 m.
En avril 1995, Wu est repéré par le chorégraphe de cinéma Yuen Woo-ping et il interprète Hawkman/Jackie dans le film Tai Chi Boxer (en) (1996) qui marque ses débuts à Hong Kong. Il est depuis apparu dans de nombreuses séries TV chinoises wuxia (de cape et d'épées). Il travaille également avec le chorégraphe et réalisateur Liu Chia-liang sur le film Drunken Monkey (2003). Wu obtient le succès dans le cinéma hongkongais pour son rôle d'assassin sadique dans SPL : Sha po lang (2005).
En 2006, Wu poursuit sa carrière à Hong Kong en jouant dans le film Fatal Contact (2006). Il tient ensuite le rôle principal masculin dans Twins Mission (en) (2007) aux côtés du duo Twins et de Sammo Hung. Il travaille aussi avec Nicholas Tse, Jaycee Chan, Shawn Yue et le réalisateur Benny Chan sur le film policier Invisible Target (en) (2007). En mars 2008, Wu fait ses débuts de réalisateur, aux côtés du chorégraphe Nicky Li, avec le film Legendary Assassin (en).
Le 31 mai 2008, Wu se porte volontaire pour l'ONG One Foundation (en) et part porter assistance aux victimes du séisme de 2008 au Sichuan. Il effectue des travaux de secours dans les zones montagneuses reculées touchées par le tremblement de terre. Il est accompagné de plusieurs bénévoles de One Foundation ainsi que du directeur de Dreamboat, Yao Guozhi. Ils apportent aux victimes des produits de base comme du riz et des tentes, ainsi que des sacs, des livres et du chocolat pour les enfants.
Wu joue le rôle de Lok Tin-hung dans Fatal Move (2008), aux côtés de Sammo Hung, Danny Lee et Simon Yam. Il joue Assassin dans La Momie : La Tombe de l'empereur Dragon (2008), son premier film américain, aux côtés de Brendan Fraser et Jet Li.
Wu interprète Jing Neng dans Shaolin (2011), avec Nicholas Tse, Andy Lau et Jackie Chan. Il réalise le film d'action Wolf Warriors et tient un rôle différent avec celui de Chan Chi-kit dans SPL 2 : A Time for Consequences (2015).
Wu réalise en 2017 Wolf Warriors 2, dans lequel il joue avec Celina Jade et Frank Grillo. Le film connait un énorme succès au box-office chinois et totalise 2,2 milliards de yuan après huit jours en salle.

## Vie privée
Wu commence à fréquenter Xie Nan en mai 2012. ils se marient en janvier 2014 et ont un fils, Wu Suowei, le 25 août de la même année. Il parle le mandarin et a des  notions de cantonais.

## Filmographie

### Cinéma
| Année | Titre                                    | Titre chinois                            | Rôle                         | Notes                                                 |
| ----- | ---------------------------------------- | ---------------------------------------- | ---------------------------- | ----------------------------------------------------- |
| 1996  | Tai Chi Boxer (en)                       | 太極拳 / 功夫小子闯情关 / 功夫小子闖情關 | Hawkman/Jackie               | Également intitulé Tai Chi II                         |
| 2001  | La Légende de Zu                         | 蜀山傳                                   | Ying                         | Également intitulé Les Guerriers de Zu                |
| 2003  | Drunken Monkey                           | 醉猴                                     | Le grand oncle Tak           |                                                       |
| 2005  | SPL: Sha po lang                         | 殺破狼                                   | Jack                         | Également intitulé S.P.L.                             |
| 2006  | A Foreign Luck                           | 天上掉餡餅                               | Liuliu                       |                                                       |
| 2006  | Fatal Contact                            | 黑拳                                     | Kong Ko                      |                                                       |
| 2007  | Twins Mission (en)                       | 雙子神偷                                 | Lau Hay / Lau San            | Également intitulé Let's Steal Together               |
| 2007  | Invisible Target (en)                    | 男兒本色                                 | Tien Yeng-seng               |                                                       |
| 2008  | Fatal Move                               | 奪帥                                     | Lok Tin-hung                 |                                                       |
| 2008  | L for Love L for Lies (en)               | 我的最愛                                 | Michael                      | Caméo                                                 |
| 2008  | La Momie : La Tombe de l'empereur Dragon | 盜墓迷城3                                | Assassin #1                  | Caméo                                                 |
| 2008  | Legendary Assassin (en)                  | 狼牙                                     | Bo Tong-lam                  | Également intitulés Wolf Fang, réalisateur            |
| 2009  | Kungfu Cyborg (en)                       | 機器俠                                   | K-88                         | Également intitulé Metallic Attraction: Kungfu Cyborg |
| 2009  | Howling Arrow                            | 響箭                                     |                              | Film non sorti                                        |
| 2010  | Just Another Pandora's Box (en)          | 越光寶盒                                 | le chef des gardes           |                                                       |
| 2010  | City Under Siege (en)                    | 全城戒備                                 | Sun Hao                      |                                                       |
| 2010  | Wind Blast                               | 西風烈                                   | Yang Xiaoming (Shepherd)     |                                                       |
| 2010  | Love Tactics                             | 愛情36計                                 | Wu Jielun                    |                                                       |
| 2010  | Tieqiao San                              | 鐵橋三                                   |                              | Apparition inconnue                                   |
| 2011  | Shaolin                                  | 新少林寺                                 | Jingneng                     |                                                       |
| 2011  | Magic to Win (en)                        | 開心魔法                                 | Bi Yewu (le magicien du feu) |                                                       |
| 2013  | Badge of Fury                            | 不二神探                                 | un assureur                  | Également intitulé The One Detective                  |
| 2014  | The Breakup Guru (en)                    | 分手大师                                 |                              |                                                       |
| 2015  | Wolf Warriors                            | 战狼                                     | Leng Feng                    | Également réalisateur                                 |
| 2015  | SPL 2 : A Time for Consequences          | 杀破狼2                                  | Chan Chi-kit                 |                                                       |
| 2016  | Call of Heroes                           | 危城                                     | Cheung Yik                   |                                                       |
| 2016  | A Chinese Odyssey Part Three (en)        | 大话西游3                                |                              |                                                       |
| 2017  | Wolf Warriors 2                          | 战狼2                                    | Leng Feng                    | Également réalisateur                                 |
| 2019  | The Wandering Earth                      | 流浪地球                                 | Liu Peiqiang                 |                                                       |
| 2019  | My People, My Country                    | 我和我的祖国                             | Xu Dongdong (adulte)         |                                                       |
| 2019  | The Climbers                             | 攀登者                                   | Fang Wuzhou                  |                                                       |
| 2023  | The Wandering Earth 2                    | 流浪地球2                                | Liu peiqiang                 |                                                       |

- 2023 : The Meg 2: The Trench de Ben Wheatley

### Télévision
| Année | Titre                              | Rôle             | Notes                 |                                                   |
| ----- | ---------------------------------- | ---------------- | --------------------- | ------------------------------------------------- |
| 1997  | Master of Tai Chi                  | 太極宗師         | Yang Yuqian           |                                                   |
| 1998  | Xin Shuihu Houzhuan                | 新水滸後傳       | Ximen Jinge           | Également intitulé Shixue Wenjian (拭血問劍)      |
| 1998  | The New Shaolin Temple             | 新少林寺         | Jueyuan               |                                                   |
| 1999  | Legend of Dagger Li                | 小李飛刀         | A'fei                 |                                                   |
| 2000  | Love in the Turbulent Times        | 亂世桃花         | Pei Yuanqing          |                                                   |
| 2000  | The Bigwig                         | 大人物           | Yang Fan              | Également intitulé Fanren Yang Datou (凡人楊大頭) |
| 2000  | Cema Xiao Xifeng                   | 策馬嘯西風       | Meng Xinghun          |                                                   |
| 2001  | Xin Tian Can Bian                  | 新天蠶變         | Yun Feiyang           | Également intitulé Jincan Siyu (金蠶絲雨)         |
| 2001  | Huangshang Dubuqi                  | 皇上對不起       | Qianlong              |                                                   |
| 2001  | Da Qinchai Zhi Huangcheng Shenying | 大欽差之皇城神鷹 | Qi Yun'ao             |                                                   |
| 2002  | Shaolin King of Martial Arts (en)  | 少林武王         | Tanzhi                |                                                   |
| 2002  | Jiangshan Weizhong (en)            | 江山為重         | Hongli / Chen Bangguo | Également intitulé Da Qing Diguo (大清帝國)       |
| 2002  | Southern Shaolin                   | 南少林           | Fong Sai-yuk (en)     |                                                   |
| 2003  | A Chinese Ghost Story              | 倩女幽魂         | Zhuge Liuyun          |                                                   |
| 2003  | 36th Chamber of Southern Shaolin   | 南少林三十六房   | Fong Sai-yuk (en)     |                                                   |
| 2004  | Jiangshan Ernü Jiduo Qing          | 江山兒女幾多情   | Emperor               |                                                   |
| 2004  | I Have Eyes Only For You           | 誰為我心動       | Bai Xiangfei          | Également intitulé Who Are My Heart               |
| 2005  | Wudang II                          | 武當II           | Zhang Wuji            |                                                   |
| 2005  | Gushangzao Shi Qian                | 鼓上蚤時遷       | Shi Qian (en)         |                                                   |
| 2012  | I'm a special soldier II           | 我是特种兵2      | He Chenguang          |                                                   |

,